# Gaurax atripalpus
Gaurax atripalpus är en tvåvingeart som beskrevs av Curtis W. Sabrosky 1951.
Gaurax atripalpus ingår i släktet Gaurax och familjen fritflugor. Artens utbredningsområde är Ontario. Inga underarter finns listade i Catalogue of Life.